# فالتر غراينر
فالتر غريانر (بالألمانية: Walter Greiner)‏ هو عالم نووي وفيزيائي ألماني، ولد في 29 أكتوبر 1935 في Neuenbau ‏ في ألمانيا، وتوفي في 6 أكتوبر 2016.

## وصلات خارجية
- فالتر غراينر على موقع الموسوعة البريطانية (الإنجليزية)